# BBC Four
BBC Four este un canal de televiziune britanic ce emite documentare și cultură, înființat pe 2 martie 2002 (în trecut BBC Knowledge). Din 20 octombrie 2021 canalul și-a modificat logo-ul.